# Medina cursoria
Medina cursoria là một loài ruồi trong họ Tachinidae.